# Calamianenhert
Het Calamianenhert of Filipijns zwijnshert (Axis calamianensis) is een hertensoort die uitsluitend voorkomt op de Calamian-eilanden in de Filipijnen, waar hij zijn wetenschappelijke naam ook aan te danken heeft. 

## Algemeen
De soort, die eens veelvuldig voorkwam, is tegenwoordig een bedreigde diersoort geworden. Het Calamianenhert is een kleine en lichte hertensoort met een lengte van 105-115 cm, een hoogte van 60-75 cm en een gewicht van 35-50 kg. De kleur van hun vacht is volledig roodbruin. Ze lijken op de zwijnshert, maar hebben een korter gezicht en kortere oren.

## Voortplanting
De draagtijd van het Calamianenhert is ongeveer 180 dagen. Hoewel een heel enkele keer twee jongen geboren worden, is het er normaal gesproken slechts een. Na zes maanden is het jong volgroeid en na acht tot twaalf maanden is het geslachtsrijp.